# دوپایان

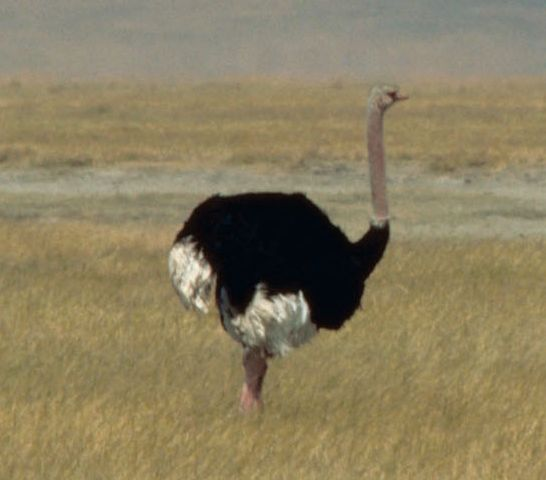
یک شترمرغ، یکی از چابک‌ترین جانوران دوپا

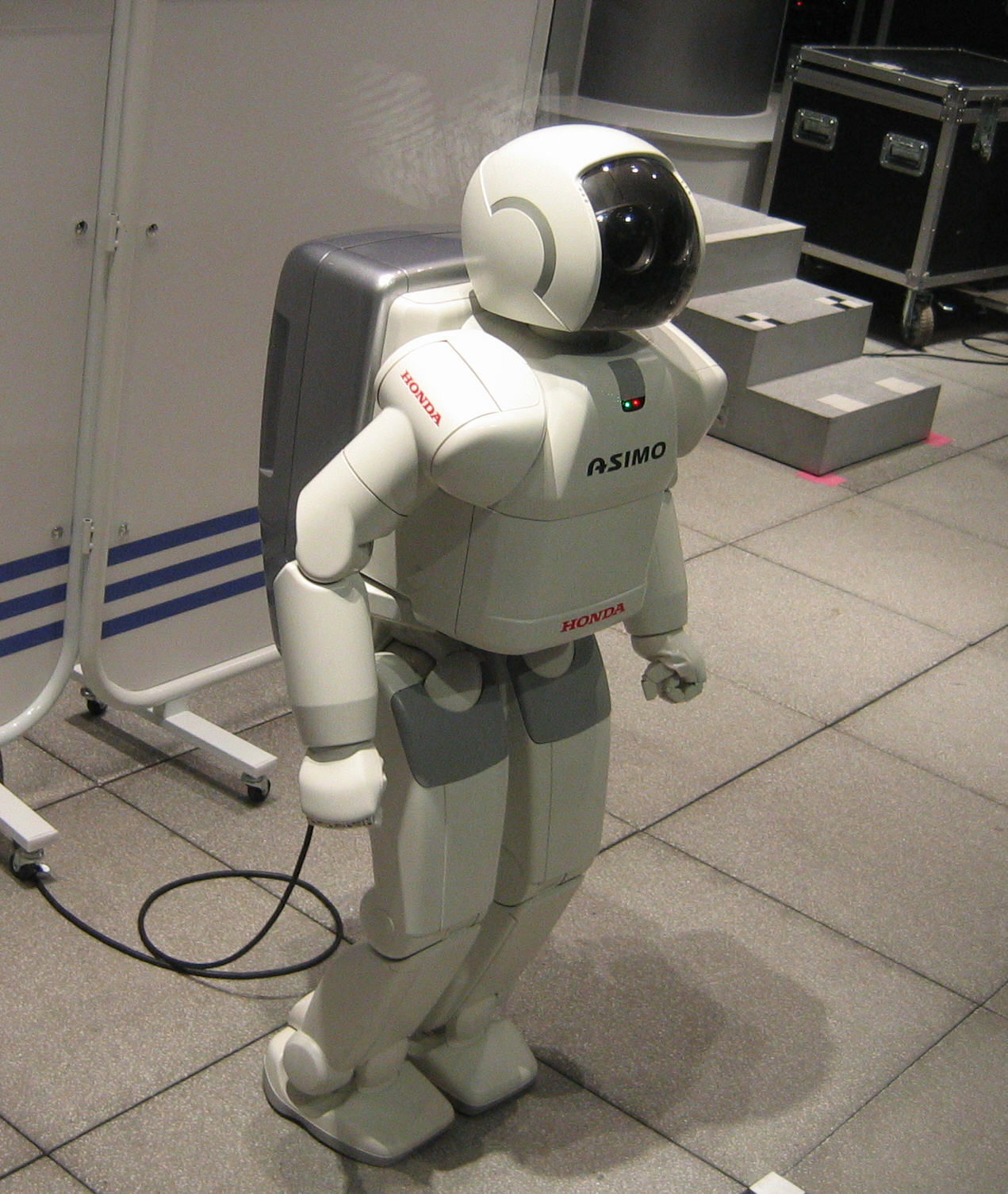
آسیمو یک ربات دوپا

دوپایان گروهی از جانداران هستند که برای جابه‌جایی و پیمودن راه بر روی خشکی از اندام‌های پشتی یا دو پای خود بر روی زمین استفاده می‌کنند. برخی ربات‌های ساخته شده نیز دوپا هستند.
جابجایی دوپایی (به انگلیسی: Bipedalism) می‌توان به صورت پیاده‌روی، دویدن یا جهیدن باشد.